# الحسنة (مدينة)
مدينة الحَسَنَة هي مدينة مصرية تقع في محافظة شمال سيناء، وهي عاصمة مركز الحسنة، وتعد الحسنة من أقدم تجمعات وسط سيناء وقد اشتهرت بعد رحيل الاحتلال في عام 1982 حيث كان أول إدارة محلية في وسط سيناء، وقد اشتهر مثل شعبي في وسط سيناء إبان عمليات التهريب التي كانت تتم بالقرب من الحسنة أيام الفصل وعودة المناطق إلى مصر ويقول «خمسة جنيهات واربط في جنزير الحسنة» وتعني أنك بدفع خمسة جنيهات للمخبر تستطيع ربط جملك المحمل بالأقمشة المهربة في الأسلاك المحيطة بقسم الحسنة، وسُمّيت مدينة الحسنة التي كان اسمها قديما بئر الحسنة وتقع في منطقة وسط سيناء.
تبعد مدينة الحسنة عن نخل حوالي 64 كم شمالاً، وعن مدينة العريش حوالي 87 كم جنوباً، وعن مدينة السويس حوالي 170 كم في الاتجاه الجنوب الغربي.

## السكان
حسب تقديرات 2024 بلغ عدد سكان مركز الحسنة نحو 21596. ويسكن المدينة فئة البدو المصريين، كما يوجد العديد من القبائل الموجودة في المدينة مثل قبيلة الترابي وقبيلة السواركة وقبيلة الأشراف وغيرها من القبائل.

## التقسيم الإداري
يضم مركز الحسنة نحو 21 قرية هم:
•الجدي
•الحمة
•الجفجافة
•الريان
•الغردقة
•المغاربة
•المفارق
•المنجم
•بغداد
•قربة
•وادي العمرو
•الكيلو 64 (الوفاء)
•القصيمة
•المغفر
•أم شيحان
• المنبطح
• أم قطف
•بئر بدأ
• عرب بلي